# Heterotaxis valenzuelana
Heterotaxis valenzuelana är en orkidéart som först beskrevs av Achille Richard, och fick sitt nu gällande namn av Isidro Ojeda och Germán Carnevali. Heterotaxis valenzuelana ingår i släktet Heterotaxis och familjen orkidéer. Inga underarter finns listade i Catalogue of Life.

## Bildgalleri

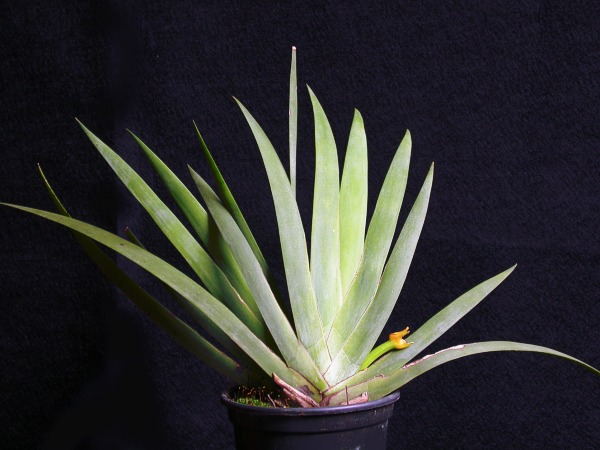
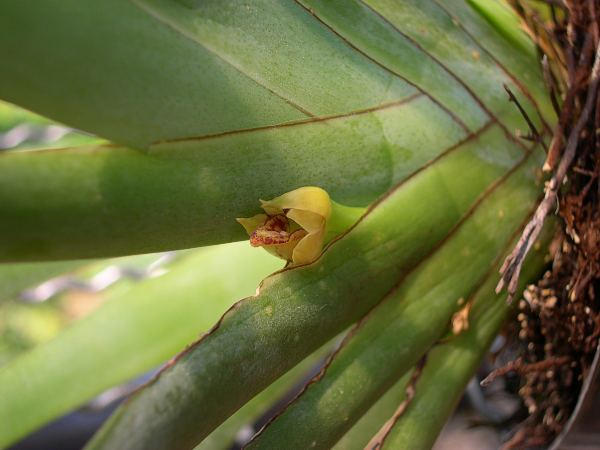
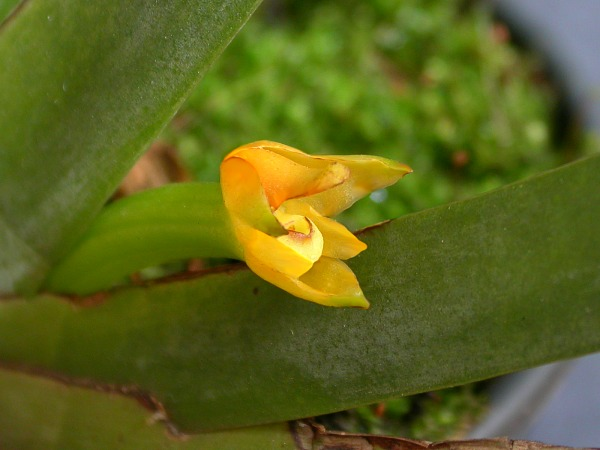
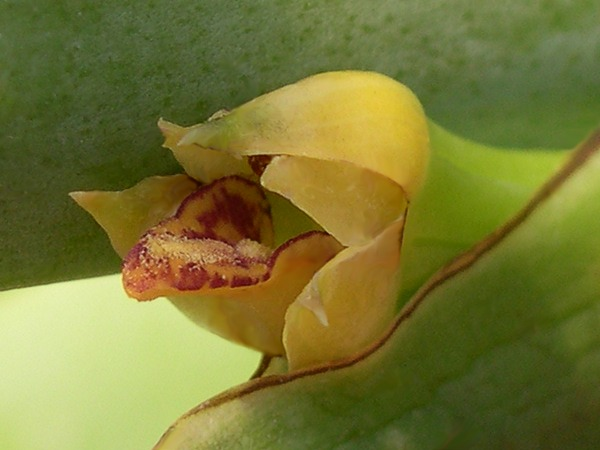
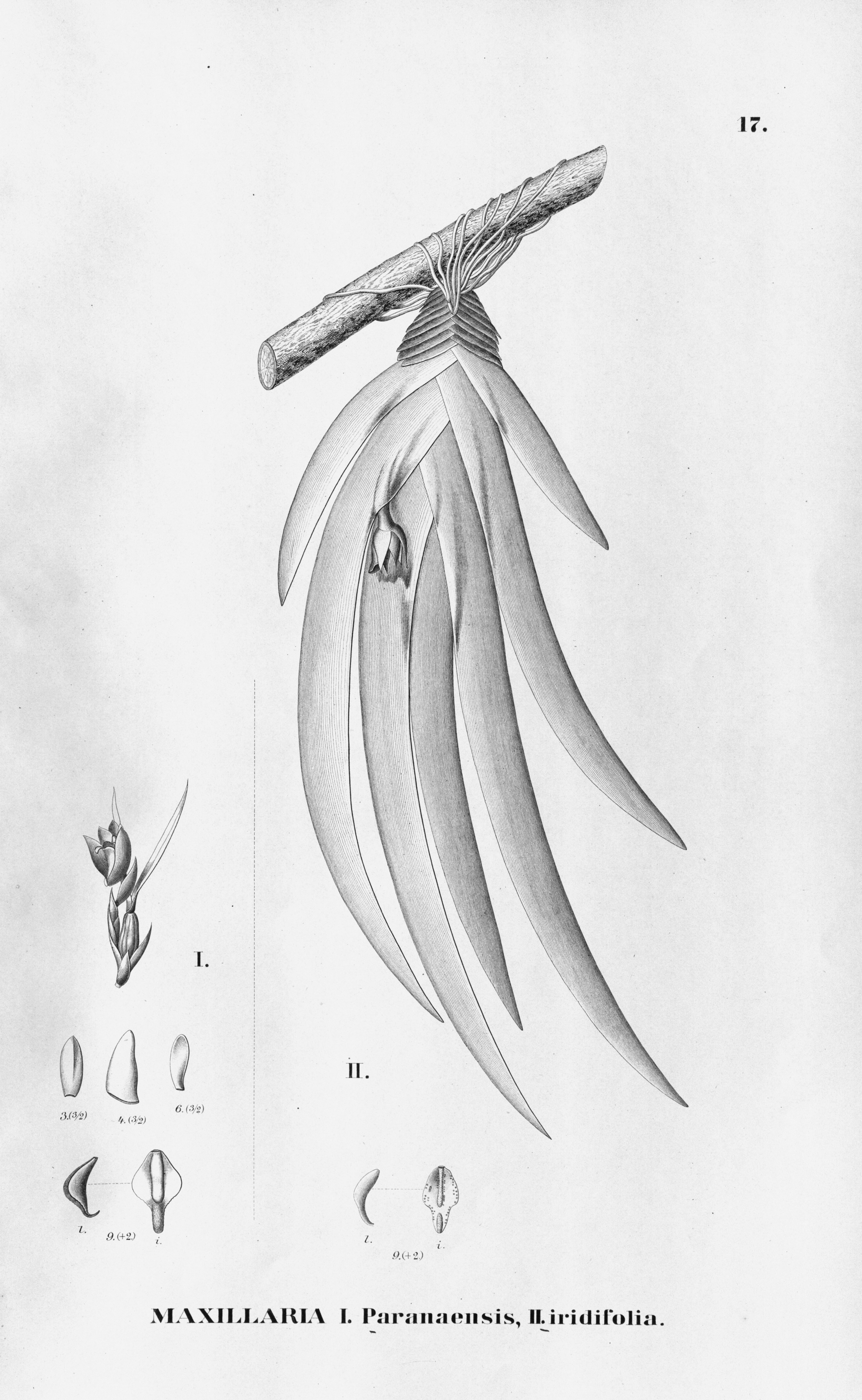